# Martijn Zuijdweg
Martijn Zuijdweg, né le 16 novembre 1976 à Rotterdam, est un nageur néerlandais.

## Biographie
Aux Jeux olympiques d'été de 2000 à Sydney, Martijn Zuijdweg remporte la médaille de bronze à l'issue de la finale du relais 4 × 200 m nage libre en compagnie de Johan Kenkhuis, Pieter van den Hoogenband et Marcel Wouda.